# Menemen (gerecht)

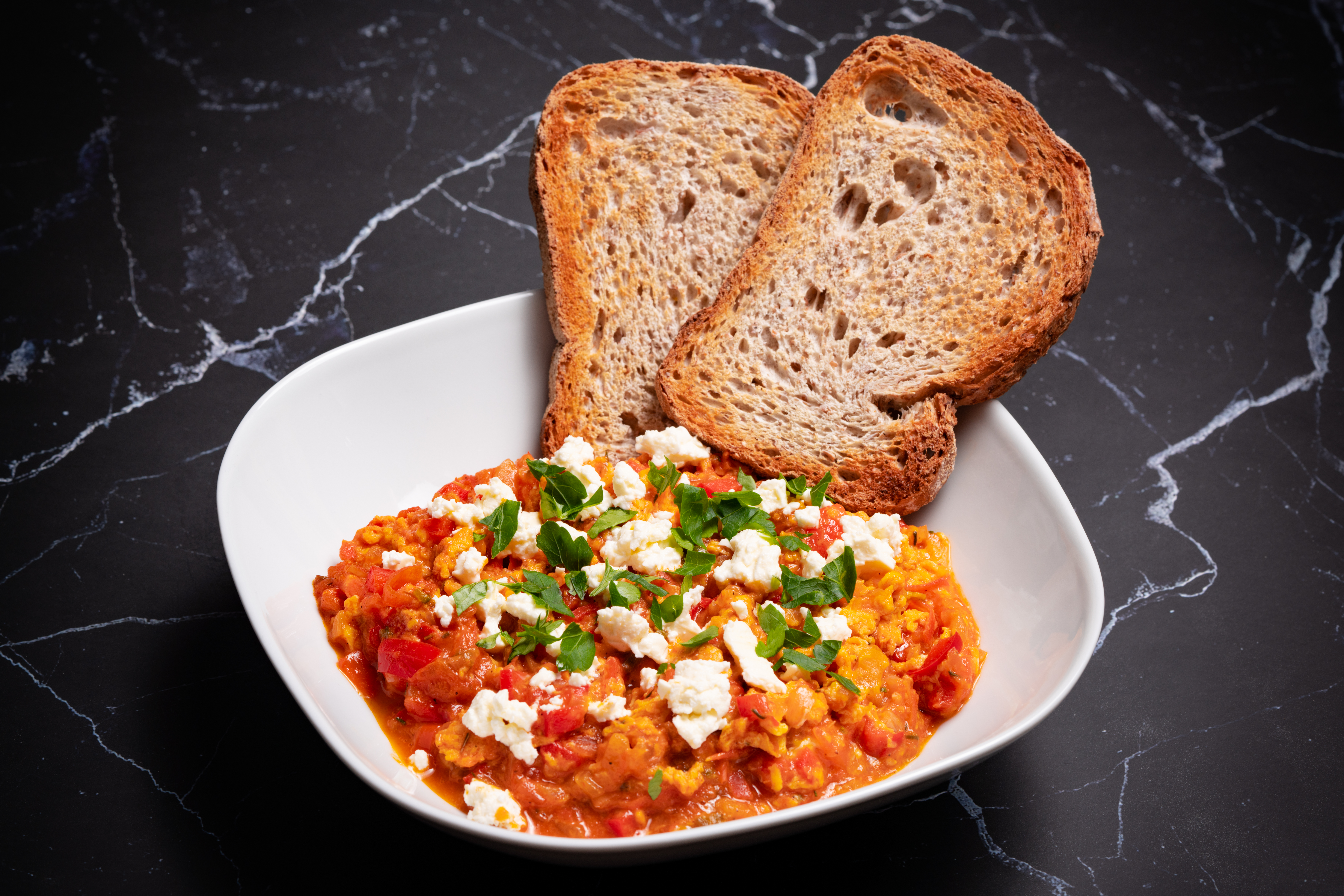
Menemen

Menemen is een Turks eiergerecht. Het wordt in de regel bij het ontbijt gegeten. Doorgaans kunnen behalve natuurlijk eieren ook tomaten, groene paprika en uien tot de ingrediënten gerekend worden, alsook kruiden als zwarte en rode peper. Het wordt meestal bereid in een klein pannetje, waarin het gerecht dan ook wordt geserveerd.

## Bereiding
De uien worden in boter of olijfolie verhit, aansluitend worden de paprika en de fijngehakte tomaten toegevoegd. Zodra de tomaten zacht zijn geworden, voegt men een à twee eieren per portie toe. De eieren worden door het gerecht geroerd en moeten gaar worden gekookt, maar mogen niet uitdrogen.
Vaak wordt het gerecht nog aangevuld met kaas of sucuk (Turkse worst), al wijkt men dan af van het traditionele recept. Meestal wordt er witbrood bij menemen geserveerd.